# فرانسيس باتريك كيو
فرانسيس باتريك كيو (بالإنجليزية: Francis Patrick Keough)‏ (30 ديسمبر 1890 – 8 ديسمبر 1961) كان رجل دين أمريكي في الكنيسة الكاثوليكية الرومانية . شغل منصب أسقف بروفيدانس ‏ (1934-1947) ورئيس أساقفة بالتيمور ‏ (1947-1961).

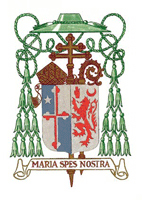
معطف رئيس الأساقفة كيو.

## سيرة شخصية
ولد فرانسيس كيو في بريطانيا الجديدة ، كونيتيكت ، الابن الثاني والأصغر لباتريك ومارغريت (ني ريان) كيو. كان والداه مهاجرين إيرلنديين ، وتوفي والده عندما كان فرانسيس في الخامسة من عمره فقط. تلقى تعليمه المبكر في مدرسة أبرشية كنيسة سانت ماري في مدينته الأم ، وبدأ دراسته للكهنوت في مدرسة سانت توماس في بلومفيلد . في عام 1911 ، تم إرساله إلى المدرسة الكبرى في سان سولبيس في إيسي ليه مولينو ، فرنسا . عاد إلى المنزل بعد اندلاع الحرب العالمية الأولى ، وأكمل دراسته اللاهوتية في مدرسة سانت برنارد في روتشستر ، نيويورك .
في 10 يونيو 1916، وكان كيو رسامة الكاهن ل أبرشية هارتفورد المطران جون جوسيف نيلان . كانت مهمته الأولى هي الإشراف في كنيسة سانت روز في ميريدين ، حيث بقي حتى أصبح سكرتيرًا خاصًا للأسقف نيلان في عام 1919  كما شغل منصب مدير الأبرشية لجمعية نشر الإيمان ، مساعد المستشار ، وقسيس من مؤسستين.
في 10 فبراير 1934 ، تم تعيين كيو أسقف بروفيدانس الرابع ، رود آيلاند ، من قبل البابا بيوس الحادي عشر . حصل على الأسقفية التكريس على ما يلي 22 مايو من المطران أمليتو جيوفاني سيكونياني ، مع رئيس الأساقفة جون موراي والأسقف جيمس ادوين كاسيدي بدور المشارك consecrators . خلال فترة ولايته في بروفيدنس ، زاد عدد الأبرشية الكاثوليكية من 325000 إلى 425000 ، وزاد عدد رجال الدين بنسبة خمسين في المئة. كما أسس مدرسة ثانوية بسيطة ، خفف من حدة التوتر بين أعضاء الناطقين بالفرنسية واللغة الإنجليزية الناطقين بجماعته ، وخفض الديون المالية الثقيلة التي تثقل أبرشية.
في 29 نوفمبر 1947 ، تم تسمية كيو من قبل البابا بيوس الثاني عشر ليخلف مايكل جوزيف كورلي كأحد أساقفة بالتيمور الحادي عشر بولاية ماريلاند . تم تثبيته رسميًا في كنيسة الافتراض في 24 فبراير 1948. خلال السنوات الأربع عشرة من إدارته ، نما عدد الأبرشيات الكاثوليكي ، أول رؤية كاثوليكية في الولايات المتحدة ، من 265،000 إلى 400،000. تم بناء كاتدرائية مريم الملكة الجديدة والعديد من المدارس الجديدة والمنازل ودور الأيتام والمؤسسات الأخرى. كان وصيًا بالجامعة الكاثوليكية الأمريكية وعضوًا في المجلس الأمريكي للبعثات الكاثوليكية ، وخدم ثلاث فترات كرئيس للمؤتمر الوطني للرعاية الكاثوليكية . عُرف كيو باسم «رئيس أساقفة الفقراء» بسبب تفانيه للأيتام والمسنين. تم تعيينه مساعدًا في العرش البابوي في عام 1959.
توفي كيو من تجلط الدماغي ، البالغ من العمر 70 عامًا.

## روابط خارجية
- الموقع الرسمي للكرسي الرسولي

## الخلافة الأسقفية
| ألقاب الكنيسة الكاثوليكية            | ألقاب الكنيسة الكاثوليكية              | ألقاب الكنيسة الكاثوليكية        |
| ------------------------------------ | -------------------------------------- | -------------------------------- |
| يتقدم بواسطة <br/> وليام هيكي ‏       | أسقف بروفيدانس ‏ <br/> 1934 – 1947      | نجح بواسطة <br/> راسل ج. ماكفيني |
| يتقدم بواسطة <br/> مايكل جوزيف كورلي | رئيس أساقفة بالتيمور <br/> 1947 – 1961 | نجح بواسطة <br/> لورانس شيهان ‏   |